# SNCAC NC.860
Le SNCAC NC.860 est un avion de transport léger conçu en France au lendemain de la Seconde Guerre mondiale. Il n'a pas dépassé l'état de prototype.

## Historique
Le NC.860 est né d'une volonté de la SNCAC de développer un avion de transport léger apte au transport d'un brancard ou d'une charge de fret léger. Il est directement dérivé de l'avion de tourisme NC.850 monomoteur. Son développement a été confié à l'ingénieur français Louis Montlaur, installé dans les ateliers de Bourges.
Si le prototype a effectué sa sortie d'usine en mars 1949, il n'a réalisé son premier vol qu'en juillet de cette année-là. Rapidement l'avion démontra des qualités de vol assez peu intéressantes. Sa campagne d'essais en vol fut abandonné en 1950. Il vola sous l'immatriculation F-WFKJ.

## Description
Le NC.860 se présente sous la forme d'un monoplan bimoteur à aile haute quadriplace construit autour d'une structure en métal entoilée. Doté d'un empennage double dérive et d'un train d'atterrissage tricycle fixe il possédait des haubans reliant le fuselage aux ailes.